# Pielęgnica brabancka Moora
Pielęgnica brabancka Moora (Tropheus moorii) – gatunek słodkowodnej ryby z rodziny pielęgnicowatych (Cichlidae). Bywa hodowany w akwariach.

## Występowanie
Gatunek endemiczny. Zamieszkuje litoral skalisty całego jeziora Tanganika w Afryce, na głębokościach 2–3 metrów.

## Opis
Ciało lekko bocznie spłaszczone, krępe, wysoko wygrzbiecone. Szeroki otwór gębowy skierowany w dół. Znanych jest ponad 50 form barwnych. Dorastają do ok. 14 cm.
Terytorialne, agresywne wobec przedstawicieli tego samego gatunku. Wymagają dużego akwarium z kryjówkami wśród kamieni. Jedną z metod rozproszenia agresji jest trzymanie dużej liczby osobników w odpowiednio dużym zbiorniku. W dużych stadach tworzą struktury hierarchiczne. Wprowadzenie nowych osobników do takiego stada jest bardzo trudne.
Na okres rozrodu dobierają się w pary. Samica składa na oczyszczonej skale kilkanaście dużych ziaren ikry. Zapłodnioną przez samca ikrę samica inkubuje w pysku przez około sześć tygodni. Potrafi w tym czasie pobierać pokarm nie wypuszczając narybku z pyska.
Lubią zeskrobywać glony z kamieni. Wymagają urozmaiconego pokarmu. Nie należy podawać rureczników (Tubifex), serca wołowego i czerwonych larw komarów (ochotki).
Dymorfizm płciowy: trudny do uchwycenia, samce nieco większe, mają dłuższe płetwy brzuszne.
| Zalecane warunki w akwarium | Zalecane warunki w akwarium            |
| --------------------------- | -------------------------------------- |
| Zbiornik                    | duże, minimum 150 cm                   |
| Temperatura wody            | 25–28 °C                               |
| Twardość wody               | twarda 8–25°n                          |
| Skala pH                    | 7,5–9                                  |
| Pokarm                      | żywy, mrożony, suchy, również roślinny |